# Le Pré-Saint-Gervais
Le Pré-Saint-Gervais (franskt uttal: [lə pʁe sɛ̃ ʒɛʁvɛ]
 ( lyssna)) är en kommun i departementet Seine-Saint-Denis i regionen Île-de-France i norra Frankrike. Kommunen ligger i kantonen Pantin som tillhör arrondissementet Bobigny. År 2022 hade Le Pré-Saint-Gervais 16 733 invånare.

## Befolkningsutveckling
| Befolkningsutvecklingen i Le Pré-Saint-Gervais 1968–2021 | Befolkningsutvecklingen i Le Pré-Saint-Gervais 1968–2021 | Befolkningsutvecklingen i Le Pré-Saint-Gervais 1968–2021 | Befolkningsutvecklingen i Le Pré-Saint-Gervais 1968–2021 | Befolkningsutvecklingen i Le Pré-Saint-Gervais 1968–2021 |
| -------------------------------------------------------- | -------------------------------------------------------- | -------------------------------------------------------- | -------------------------------------------------------- | -------------------------------------------------------- |
|                                                          |                                                          |                                                          |                                                          |                                                          |
| År                                                       |                                                          |                                                          | Folkmängd                                                |                                                          |
| 1968                                                     | 1968                                                     |                                                          | 14 772                                                   |                                                          |
| 1975                                                     | 1975                                                     |                                                          | 13 271                                                   |                                                          |
| 1982                                                     | 1982                                                     |                                                          | 13 078                                                   |                                                          |
| 1990                                                     | 1990                                                     |                                                          | 15 373                                                   |                                                          |
| 1999                                                     | 1999                                                     |                                                          | 16 377                                                   |                                                          |
| 2007                                                     | 2007                                                     |                                                          | 17 244                                                   |                                                          |
| 2015                                                     | 2015                                                     |                                                          | 17 680                                                   |                                                          |
| 2021                                                     | 2021                                                     |                                                          | 16 865                                                   |                                                          |